# Geismar
Geismar är en kommun och ort i Landkreis Eichsfeld i förbundslandet Thüringen i Tyskland.
Kommunen ingår i förvaltningsområdet Ershausen/Geismar tillsammans med kommunerna Dieterode, Kella , Krombach, Pfaffschwende, Schwobfeld, Sickerode, Volkerode, Wiesenfeld och Schimberg.